# AN21
AN21, né Antoine Gabriel Michel Haydamous Josefsson le 17 août 1989 à Stockholm, est un disc-jockey et producteur suédois, frère de Steve Angello.
Il collabora à de nombreuses reprises avec Max Vangeli, et signa sur le label de son frère, Size Records.
GODS et Everything (avec Sebjak) sont ses deux plus grands succès, respectivement classés 5e et 6e du top 100 sur Beatport.
People Of The Night, son premier album, entièrement réalisé avec Max Vangeli, sort le 3 septembre 2012.

## Discographie
Discographie

### Albums
- 2012 : People Of The Night (avec Max Vangeli) [Size Records]

### Singles
- 2009 : Flonko (avec Steve Angello) [Size Records]
- 2009 : Valodja (avec Steve Angello) [Size Records]
- 2010 : Gama (avec Max Vangeli) [Size Records]
- 2010 : Swedish Beauty (avec Max Vangeli) [Refune Records]
- 2012 : H8RS (avec Max Vangeli et Steve Angello) [Size Records]
- 2012 : People Of The Night (avec Max Vangeli et Tiësto feat. Lover Lover) [Size Records]
- 2012 : Bombs Over Capitals (avec Max Vangeli feat. Julie McKnight) [Size Records]
- 2012 : Whisper (avec Example et Max Vangeli) [Ministry Of Sound Recordings]
- 2014 : Rebel (avec Dimitri Vangelis & Wyman) [Size Records]
- 2014 : GODS (avec S-A et Sebjak) [Size Records]
- 2014 : Tonight (avec Max Vangeli) [Size Records]
- 2015 : Everything (avec Sebjak) [Size Records]
- 2015 : Louder (avec Matt Nash) [Size Records]
- 2016 : Last Dance (avec Steve Angello) [Size Records]
- 2022 : Alright (avec Hiisak feat. Able Faces) [Size Records]

### Remixes
- 2009 : Basement Jaxx - Raindrops (AN21 & Phil Jensen Remix) [XL Recordings]
- 2009 : Juan Kidd & Mr. Pedros - Bang The Drum (AN21 & Sebjak Remix) [Size Records]
- 2009 : Steve Angello - Monday (AN21 & Max Vangeli Remix) [Size Records]
- 2010 : Jus Jack - That Sound (Max Vangeli & AN21 Remix) [Moda Records]
- 2010 : Eddie Thoneick & Erick Morillo feat. Shena - Nothing Better (AN21 & Max Vangeli Remix) [Subliminal Records]
- 2010 : Switchfoot - Always (Max Vangeli & AN21 Remix) [Neon Records]
- 2010 : Pendulum - The Island (Steve Angello, AN21, Max Vangeli Remix) [Size Records]
- 2011 : Swedish House Mafia - Save The World (AN21 & Max Vangeli Remix) [Virgin UK]
- 2015 : Susanne Sundfør – Kamikaze (Steve Angello & AN21 Remix) [Sonnet Sound]